# Austromecopoda
Austromecopoda is een geslacht van rechtvleugeligen uit de familie sabelsprinkhanen (Tettigoniidae). De wetenschappelijke naam van dit geslacht is voor het eerst geldig gepubliceerd in 2006 door Rentz, Su & Ueshima.

## Soorten
Het geslacht Austromecopoda omvat de volgende soorten:
- Austromecopoda kayaman Rentz, Su & Ueshima, 2006
- Austromecopoda marracoonda Rentz, Su & Ueshima, 2006
- Austromecopoda nurrungar Rentz, Su & Ueshima, 2006
- Austromecopoda weiri Rentz, Su & Ueshima, 2006